# Emblemat hakerski
Emblemat hakerski – nieformalny symbol społeczności hakerskiej zaproponowany przez Eryka Raymonda, który uzasadnia swoją propozycję potrzebą stworzenia symbolu jednoczącego społeczność hakerów i jej sympatyków. Obrazek przedstawia szablon glider (szybowiec) z Gry w życie Conwaya. Więcej informacji na temat propozycji emblematu oraz sam emblemat w formatach SVG i TeX znaleźć można w linku poniżej.
Propozycja Raymonda skierowana jest nie tylko do hakerów per se, ale także do osób, którym bliskie są idee społeczności hakerskiej, jej osiągnięcia, cele, wartości i styl życia. Stanowczo sprzeciwia się on za to używaniu tego emblematu przez crackerów, czyli komputerowych włamywaczy.

## Glider w formieASCII-art
```
.o.    |_|0|_|    [ ][*][ ]    [ ][0][ ]    0 1 0    
..o    |_|_|0|    [ ][ ][*]    [ ][ ][0]    0 0 1    
ooo    |0|0|0|    [*][*][*]    [0][0][0]    1 1 1

```